# Stampa
Stampa és un antic municipi suís del cantó dels Grisons, situada al districte de Maloja. El 2010 va fusionar am Bondo, Castasegna, Soglio i Vicosoprano i formen junts el municipi de Bregaglia, a la vall del Mera, també anomenat Maira.
El poble té dos veïnats, un primera, el nucli urbà principal, entre Soglio (nord i oest) i Vicosoprano (est) i Bondo (sud). La segona part, està enclavada més cap a l'occident, limita al nord amb la comuna de Bivio, a l'est amb Sils im Engadin/Segl, al sud amb Chiesa in Valmalenco i Val Masino (ambdós la província de Sondrio a Itàlia) i a l'oest amb Vicosoprano i Soglio.